# Ivan Novosseltsev
Pour les articles homonymes, voir Novosseltsev.
Ivan Petrovitch Novosseltsev - en russe :  Иван Петрович Новосельцев et en anglais : Ivan Novoseltsev - (né le 23 janvier 1979 à Golitsyno en URSS) est un joueur professionnel russe de hockey sur glace. Il évolue au poste d'ailier. Il est l'oncle du joueur de hockey professionnel, Vladislav Namestnikov.

## Biographie

### Carrière de joueur
En 1996, il débute avec les Krylia Sovetov dans la Superliga. Il est choisi au cours du repêchage d'entrée 1997 dans la Ligue nationale de hockey par les Panthers de la Floride en 4e ronde, en 95e position. Choisi au cours de la sélection européenne de la Ligue canadienne de hockey, en sixième position par le Sting de Sarnia, il part en Amérique du Nord et évolue deux saisons dans la Ligue de hockey de l'Ontario. Le 13 octobre 1999, il inscrit un doublé lors de son premier match dans la LNH face aux Maple Leafs de Toronto. Il est échangé le 30 décembre 2003, aux Coyotes de Phoenix en retour de considérations futures. Il revient en Russie en 2004.

### Carrière internationale
Il a représenté la Russie au niveau international.

## Trophées et honneurs personnels
Ligue de hockey de l'Ontario
- 1999 : nommé dans la première équipe d'étoiles.

Ligue canadienne de hockey
- 1999 : nommé dans la troisième équipe d'étoiles.

## Statistiques

### En club
| Saison     | Équipe                 | Ligue         |     | Saison régulière | Saison régulière | Saison régulière | Saison régulière | Saison régulière |    | Séries éliminatoires | Séries éliminatoires | Séries éliminatoires | Séries éliminatoires | Séries éliminatoires |
| Saison     | Équipe                 | Ligue         | PJ  | B                | A                | Pts              | Pun              | PJ               | B  | A                    | Pts                  | Pun                  |                      |                      |
| 1995-1996  | Krylia Sovetov         | Superliga     | 1   | 0                | 0                | 0                | 2                |                  |    |                      |                      |                      |                      |                      |
| 1996-1997  | Krylia Sovetov         | Superliga     | 30  | 0                | 3                | 3                | 18               |                  |    |                      |                      |                      |                      |                      |
| 1997-1998  | Sting de Sarnia        | LHO           | 53  | 26               | 22               | 48               | 41               | 5                | 1  | 1                    | 2                    | 8                    |                      |                      |
| 1998-1999  | Sting de Sarnia        | LHO           | 68  | 57               | 39               | 96               | 45               | 5                | 2  | 4                    | 6                    | 6                    |                      |                      |
| 1999-2000  | Panthers de Louisville | LAH           | 47  | 14               | 21               | 35               | 22               | 4                | 1  | 0                    | 1                    | 6                    |                      |                      |
| 1999-2000  | Panthers de la Floride | LNH           | 14  | 2                | 1                | 3                | 8                | --               | -- | --                   | --                   | --                   |                      |                      |
| 2000-2001  | Panthers de Louisville | LAH           | 34  | 2                | 10               | 12               | 8                | --               | -- | --                   | --                   | --                   |                      |                      |
| 2000-2001  | Panthers de la Floride | LNH           | 38  | 3                | 6                | 9                | 16               | --               | -- | --                   | --                   | --                   |                      |                      |
| 2001-2002  | Panthers de la Floride | LNH           | 70  | 13               | 16               | 29               | 44               | --               | -- | --                   | --                   | --                   |                      |                      |
| 2002-2003  | Panthers de la Floride | LNH           | 78  | 10               | 17               | 27               | 30               | --               | -- | --                   | --                   | --                   |                      |                      |
| 2003-2004  | Panthers de la Floride | LNH           | 17  | 1                | 4                | 5                | 8                | --               | -- | --                   | --                   | --                   |                      |                      |
| 2003-2004  | Coyotes de Phoenix     | LNH           | 17  | 2                | 0                | 2                | 6                | --               | -- | --                   | --                   | --                   |                      |                      |
| 2003-2004  | Falcons de Springfield | LAH           | 2   | 1                | 0                | 1                | 2                | --               | -- | --                   | --                   | --                   |                      |                      |
| 2004-2005  | Lada Togliatti         | Superliga     | 13  | 0                | 2                | 2                | 8                | --               | -- | --                   | --                   | --                   |                      |                      |
| 2004-2005  | Spartak Moscou         | Superliga     | 26  | 5                | 1                | 6                | 47               | --               | -- | --                   | --                   | --                   |                      |                      |
| 2005-2006  | Krylia Sovetov         | Vyschaïa Liga | 8   | 0                | 1                | 1                | 2                |                  |    |                      |                      |                      |                      |                      |
| 2006-2007  | Admirals de Norfolk    | LAH           | 4   | 1                | 3                | 4                | 4                | --               | -- | --                   | --                   | --                   |                      |                      |
| 2006-2007  | Amour Khabarovsk       | Superliga     | 18  | 4                | 2                | 6                | 18               | --               | -- | --                   | --                   | --                   |                      |                      |
| 2007-2008  | Traktor Tcheliabinsk   | Superliga     | 21  | 3                | 4                | 7                | 49               | 2                | 0  | 0                    | 0                    | 6                    |                      |                      |
| 2008-2009  | Krylia Sovetov         | Vyschaïa Liga | 11  | 1                | 2                | 3                | 2                |                  |    |                      |                      |                      |                      |                      |
| 2008-2009  | Khimik Voskressensk    | KHL           | 29  | 3                | 2                | 5                | 12               | --               | -- | --                   | --                   | --                   |                      |                      |
| 2009-2010  | Khimik Voskressensk    | Vyschaïa liga | 40  | 5                | 5                | 10               | 18               | 1                | 0  | 0                    | 0                    | 0                    |                      |                      |
| Totaux LNH | Totaux LNH             | Totaux LNH    | 234 | 31               | 44               | 79               | 112              |                  |    |                      |                      |                      |                      |                      |

### En équipe nationale
| Année | Événement            |   | PJ | B | A | Pts | Pun | +/-            |  | Résultat |
| 2003  | Championnat du monde | 6 | 0  | 0 | 0 | 0   | 0   | Septième place |  |          |